# Bruno Nettl
Bruno Nettl (Prague (Tchécoslovaquie), 14 mars 1930 - Champaign (Illinois), 15 janvier 2020) est un ethnomusicologue et musicologue tchécoslovaque naturalisé américain.

## Biographie
Né à Prague, fils du musicologue Paul Nettl, Bruno Nettl est arrivé aux États-Unis en 1939, où il a étudié à l'université de l'Indiana puis du Michigan, où il enseigne à partir de 1964.

## Travaux
- (en) Bruno Nettl, Folk and Traditional Music of the Western Continents, Englewood Cliffs, N.J., Prentice Hall, coll. « Prentice-Hall history of music series » (no 7), 1965, 213 p. (OCLC 491647)
- (en) Bruno Nettl, Folk Music in the United States : an introduction, Détroit, Wayne State University Press, coll. « Waynebook » (no 41), 1976, 3e éd., 187 p. (ISBN 0-8143-1556-9, 978-0-8143-1556-9 et 0-8143-1557-7, OCLC 1992582, LCCN 76000084)
- (en) Bruno Nettl, The Western Impact on World Music. Change, Adaptation, and Survival, New York, Schirmer, 1985, 190 p.
- (en) Bruno Nettl, Blackfoot Musical Thought : Comparative Perspectives, Ohio, The Kent State University Press, 1989 (ISBN 0-87338-370-2 et 978-0-87338-370-7, OCLC 18589388, LCCN 88028450)
- (en) Bruno Nettl (rédacteur en chef consultatif), Ruth M. Stone (rédacteur en chef consultatif), James Porter (rédacteur fondateur) et Timothy Rice (rédacteur fondateur), The Garland Encyclopediæ of World Music, New York, Garland Pub., coll. « Garland reference library of the humanities » (no 1169, 1191 et 1193), 1998-2000, 10 volumes (OCLC 36407898)
- (en) Bruno Nettl, The Study of Ethnomusicology : Thirty-one Issues and Concepts, Chicago, 2, 2005 (1re éd. 1983), 513 p.